# 桁架桥

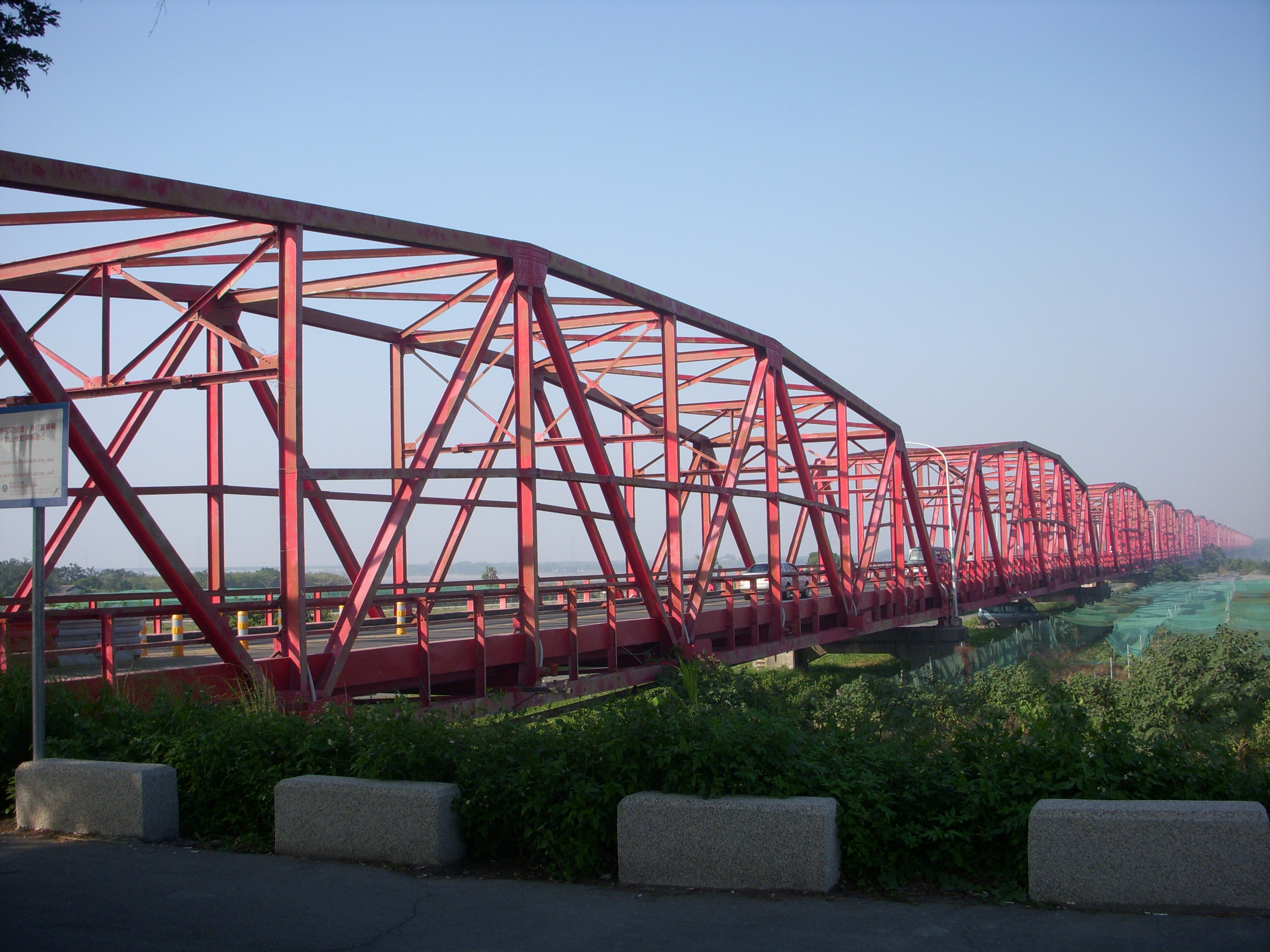
西螺大橋

桁架橋（英語：truss bridge），又稱花樑橋，是橋樑的一種形式，這種橋的主體類似屋子裡的「桁」，「桁」原本是指屋頂下面托住椽子的橫木，這種結構是由短木樑發展成的堅固三角形連結組合而成，而後發展成鋼鐵結構，應用到橋梁構築時會再用一個架子支撐橋體，一般跨距較大的鋼橋，為了避免梁的深度太大而看起來笨重，多會採用桁架橋的設計方式，目前世界最長的桁架橋是由日本日立造船株式會社所建造的东京门户大桥。
這些鋼架組件一般均先會在預鑄工廠內先依交通運輸可容許的最大寬度與長度，分塊分節製作完成，再運到工地現場組裝，然後利用吊車將組裝後的鋼梁構材吊到橋墩或橋台上方，在早期構件的組合多半以鉚釘結合，後來為強化結構則改用高拉力螺栓或焊接來接合的。

## 優缺點
- 優點
  - 因為採用預鑄的構件，所以施工較傳統混凝土橋梁快，適合城市地區使用。
  - 耐震度較佳
- 缺點
  - 橋體大部分採用鋼材，所以造價較高。
  - 易鏽蝕，因此需要高額保養費。
  - 因為金屬本身的熱漲冷縮，故容易受到溫度影響

### 建築例
- 下淡水溪鐵橋
- 西螺大橋

## 圖片

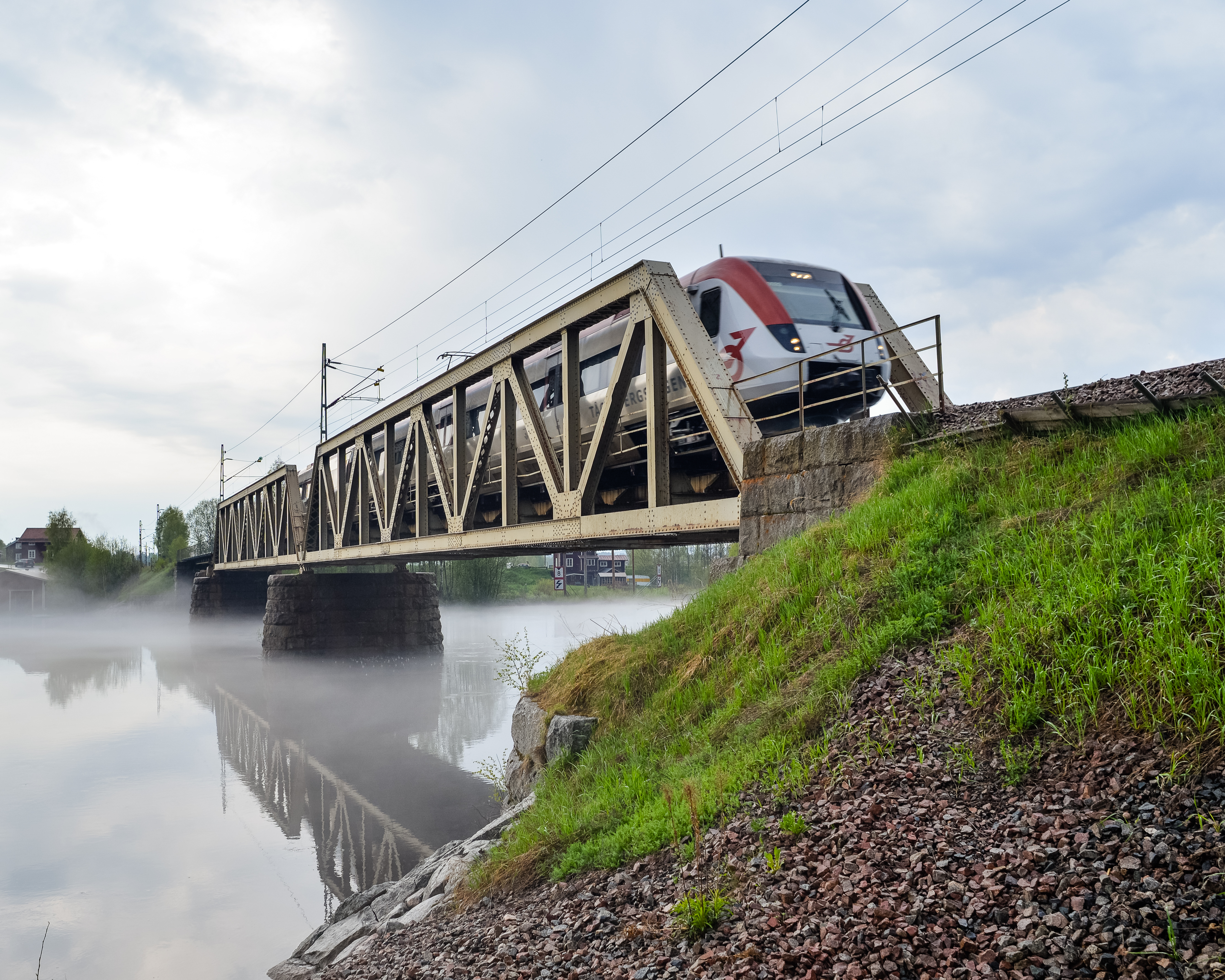
桁架橋

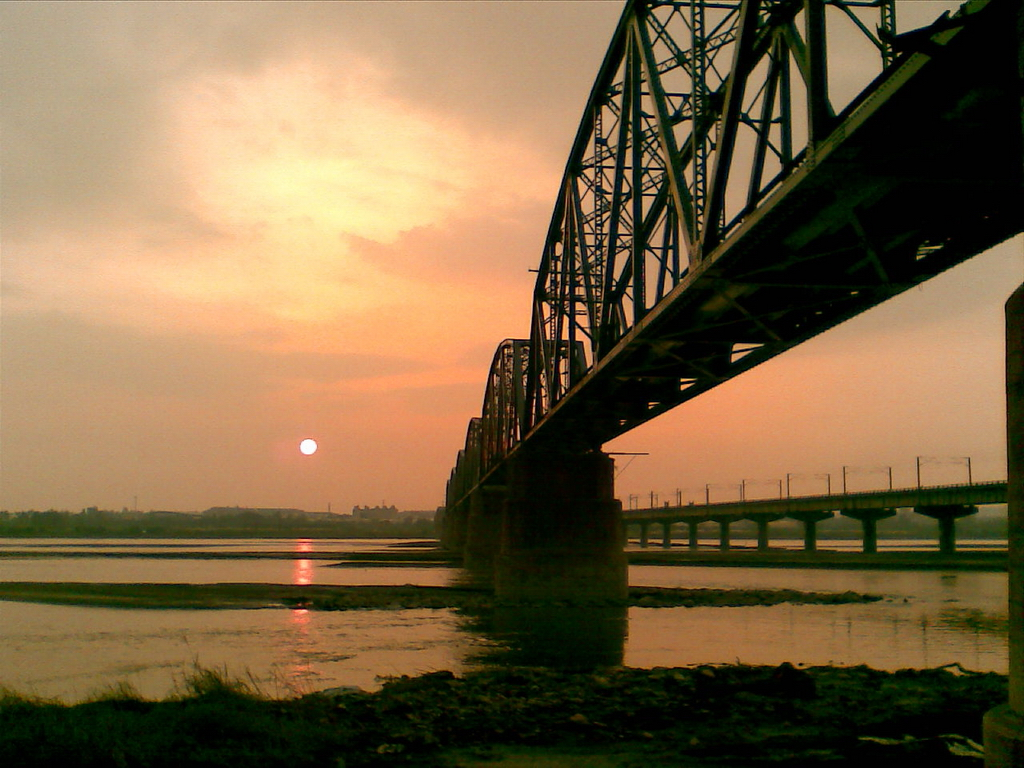
下淡水溪舊鐵橋
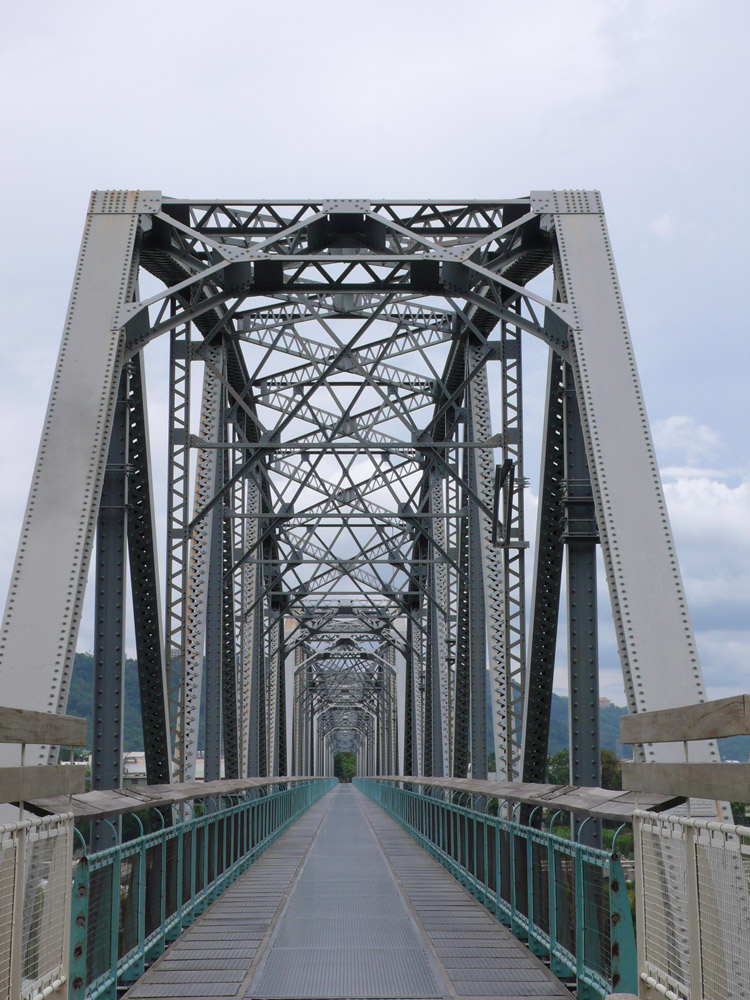
大甲溪鐵橋
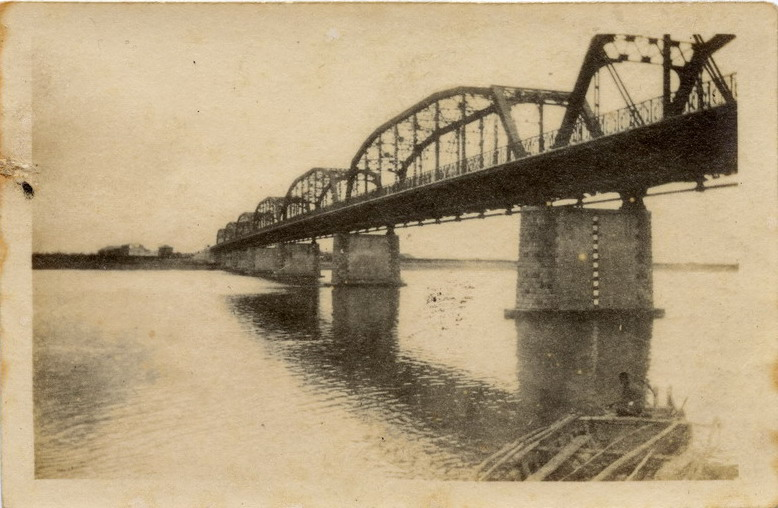
1925年時的臺北大橋
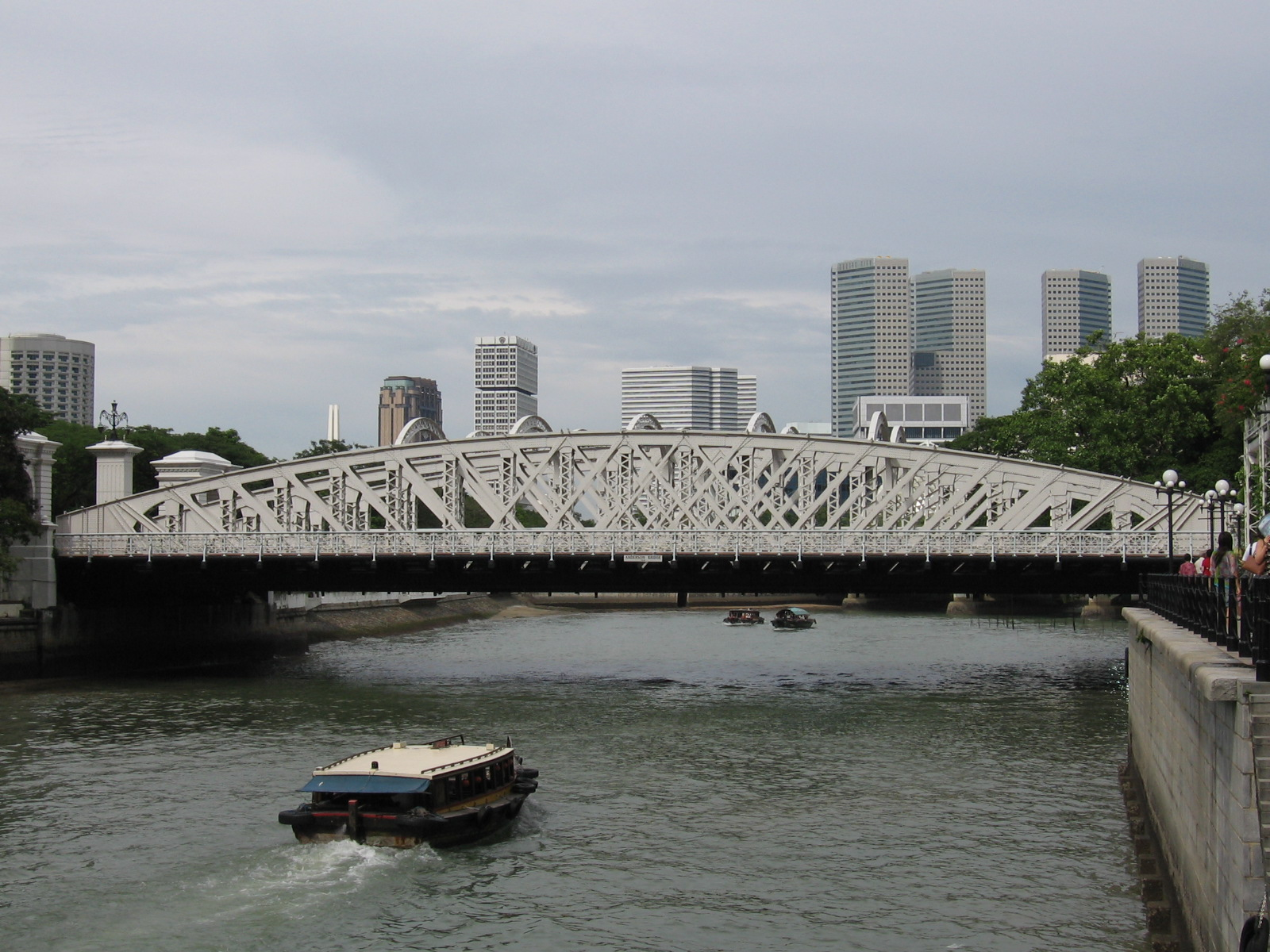
新加坡安德遜橋